# Вест-Лебанон Тауншип (округ Лебанон, Пенсільванія)
Вест-Лебанон Тауншип (англ. West Lebanon Township) — селище (англ. township) в США, в окрузі Лебанон штату Пенсільванія. Населення — 833 особи (2020).

## Демографія
Згідно з переписом 2010 року, у селищі мешкала 781 особа в 326 домогосподарствах у складі 220 родин. Було 346 помешкань
Расовий склад населення:
| - 89,8 % — білих - 2,4 % — чорних або афроамериканців - 0,8 % — азіатів - 3,6 % — осіб інших рас |

До двох чи більше рас належало 3,5 %. Частка іспаномовних становила 11,3 % від усіх жителів.
За віковим діапазоном населення розподілялося таким чином: 21,4 % — особи молодші 18 років, 65,2 % — особи у віці 18—64 років, 13,4 % — особи у віці 65 років та старші. Медіана віку мешканця становила 40,0 року. На 100 осіб жіночої статі у селищі припадало 103,9 чоловіків;  на 100 жінок у віці від 18 років та старших — 97,4 чоловіків також старших 18 років.
Середній дохід на одне домашнє господарство  становив 51 937 доларів США (медіана — 45 625), а середній дохід на одну сім'ю — 61 375 доларів (медіана — 57 500). Медіана доходів становила 44 545 доларів для чоловіків та 28 125 доларів для жінок. За межею бідності перебувало 8,5 % осіб, у тому числі 16,1 % дітей у віці до 18 років та 4,4 % осіб у віці 65 років та старших.
Цивільне працевлаштоване населення становило 435 осіб. Основні галузі зайнятості: виробництво — 20,5 %, освіта, охорона здоров'я та соціальна допомога — 18,6 %, роздрібна торгівля — 13,1 %, транспорт — 10,1 %.